# Tetrachlorsilan
Tetrachlorsilan (auch Siliciumtetrachlorid, Siliziumtetrachlorid) ist das perchlorierte Derivat von Monosilan. Es ist eine chemische Verbindung aus der Gruppe der Siliciumtetrahalogenide mit der Summenformel SiCl4. Es ist eine farblose, flüchtige, an feuchter Luft rauchende Flüssigkeit, die aus den Elementen Silicium und Chlor besteht.

## Geschichte
Tetrachlorsilan wurde zuerst 1823 von Jöns Jacob Berzelius hergestellt. Dazu leitete dieser Chlorgas über erhitztes Silicium oder ein Kieselsäure/Kohle-Gemisch und isolierte das entstandene Tetrachlorsilan in einer gekühlten Vorlage.
{\displaystyle \mathrm {Si+2\ Cl_{2}{\xrightarrow {\triangle }}\ SiCl_{4}} }
{\displaystyle \mathrm {SiO_{2}+\ C\ +\ 2\ Cl_{2}{\xrightarrow {\triangle }}\ SiCl_{4}+\ CO_{2}} }

## Gewinnung und Darstellung
Tetrachlorsilan wird üblicherweise durch die chemische Reaktion von Chlor mit heißem Silicium gewonnen:
{\displaystyle \mathrm {Si+2\ Cl_{2}\rightarrow SiCl_{4}} }.
Da bei der weiteren Verarbeitung zu Siliciumdioxid Chlorwasserstoff entsteht, wird dieser ebenfalls genutzt, um so durch den Verbund Rohstoffe zu sparen:
{\displaystyle \mathrm {Si+4\ HCl\rightarrow SiCl_{4}+2\ H_{2}} }.
Der dabei entstehende Wasserstoff kann für die Herstellung pyrogener Kieselsäure genutzt werden.

## Eigenschaften
Tetrachlorsilan ist eine sehr reaktive Verbindung. Anders als die entsprechende Kohlenstoffverbindung Tetrachlormethan reagiert Tetrachlorsilan heftig mit Wasser:
{\displaystyle \mathrm {SiCl_{4}+4\ H_{2}O\rightarrow Si(OH)_{4}+4\ HCl} }
Die Hydrolyse von Tetrachlorsilan erfolgt dabei über die Zwischenstufen SiCl3(OH), SiCl2(OH)2 und SiCl(OH)3, welche bei niedrigeren Temperaturen isoliert werden können. Diese Zwischenprodukte können, wie bei anderen Silanolen, miteinander unter Wasserabspaltung z. B. zu linearen Verbindungen vom Typ SinO(n-1)Cl(2n+2) dimerisieren oder polymerisieren, wobei der gebildete Chlorwasserstoff die Polymerisation beschleunigt. Das erste Zwischenprodukt das Trichlormonosilanol dimerisiert analog anderen Monosilanolen, wie Trimethylsilanol, unter Bildung von Hexachlordisiloxan. Die Triebkraft der Reaktion ist in jedem Fall die Ausbildung der besonders stabilen Si–O–Si-Bindung.
Oxidationsmittel, Säuren, Alkohole, Basen, Ketone, Aldehyde u. v. a. reagieren ebenfalls mit Siliciumtetrachlorid. Es besitzt eine starke korrodierende Wirkung und wirkt ätzend auf Haut, Augen und Lungen.

## Verwendung
Bei der Reinigung von Silicium wird Siliciumtetrachlorid zuweilen als Zwischenstufe verwendet. Durch Umsetzung mit Butyllithium in Diethylether kann Tetrabutylsilan hergestellt werden:
{\displaystyle {\ce {SiCl4{}+4LiC4H9->[\mathrm {Et_{2}O} ][]Si(C4H9)4{}+4LiCl}}}
In ähnlicher Weise kann auch Tetramethylorthosilicat und Tetraethylorthosilicat hergestellt werden. Das meiste Siliziumtetrachlorid wird aber zur Produktion von Kieselsäuren verwendet.